# Nja Mahdaoui
Nja Mahdaoui (arabisch نجا المهداوي, DMG Naǧā Mahdāwī, * 1937 in Tunesien) ist ein tunesischer Künstler, der für seine Werke der Kalligraphie als grafische Kunstform bekannt wurde. Er wurde oft als „Choreograph der Briefe“ bezeichnet.

## Biografie
Mahdaoui studierte zunächst Malerei und Kunstgeschichte am Carthage National Museum und später Malerei und Philosophie an der Santa Andrea Academy in Rom (1966–68). Danach zog er nach Paris, in die Cité internationale des arts, um dort Kurse an der École du Louvre zu besuchen. Mahdaoui kehrte 1977 nach Tunesien zurück, wo er heute lebt und arbeitet.

## Karriere
Nja Mahdaoui begann seine Karriere als abstrakter Maler in den 1960er Jahren und experimentierte anschließend mit arabischer Kalligraphie. Er probierte verschiedene traditionelle und experimentelle Medien aus. 1972 schuf er seine ersten Gemälde auf Pergament, er bemalte Tierhäute und den menschlichen Körper. Heute gilt er als „Erfinder der abstrakten Kalligraphie“, da seine Entwürfe arabischen Buchstaben ähneln, aber keine wörtliche Bedeutung haben. Auf die Frage nach seinem Stil sagte Mahdaoui: „Ich verwende fragmentierte und verzerrte Buchstaben, um die Bewertung jedes Zeichens abzulehnen.“ Er begann, seine eigenen persönlichen „Kalligramme“ auf verschiedenen Medien wie Leinwand, Papyrus, Skulptur, Aluminium, Messing, Trommel, Textil, Stickerei, Tapisserie, Keramik, Holz, Schmuck, gebeiztem Stahlglas, Flugzeugen usw. zu verwenden.
Er stammt aus einer Generation arabischer Künstler, die im Ausland studiert haben, sich jedoch von ihren traditionellen Wurzeln inspirieren ließen. Mahdaoui konzentrierte sich auf die poetische Qualität arabischer Texte und erfand seinen eigenen grafischen Stil, in seinen kalligraphischen Werken. Die Kuratorin Rose Issa, beschrieb sein Werk mit den Worten: „Mahdaoui achtet darauf, nicht die Bedeutung von Wörtern zu betonen, jedoch die visuelle Wirkung ihrer Kompositionen“.
Im Jahr 2000 wurde er von Gulf Air ausgewählt, die Außendekoration seiner Flotte zu entwerfen. Er malte auch monumentale Buntglasfenster für öffentliche Gebäude in den Vereinigten Arabischen Emiraten. Mahdaoui folgte seiner Liebe zu Musik, Kostümen und Darbietungen, indem er verschiedene Medien verwendete, um seine „Kalligramme“ auf eine Vielzahl von Objekten wie große Jeansvorhänge, Musikerkostüme oder einem Bassdrum anzuwenden. 

## Ausstellungen und Sammlungen
Mahdaoui hat an unzähligen Einzel- und Gruppenausstellungen teilgenommen, seine Arbeiten befinden sich in privaten und öffentlichen Sammlungen:
- Museum of Modern Art, Tunesien
- Museum of Modern Art, Baghdad
- British Museum, London
- Smithsonian Museum, Washington, DC
- Bibliothéque Nationale, Paris
- Institut du Monde Arabe, Paris
- National Museum of Scotland, Edinburg
- Jordan National Gallery of Fine Arts, Amman
- Institut des cultures arabes et méditerranéennes, Genf[4]